# Iwan Własowski
Iwan Federowycz Własowski (Jan Własowski; ur. 27 lipca?/8 sierpnia 1883 w Wilszance w guberni charkowskiej, zm. 10 października 1969 w Toronto) – ukraiński działacz społeczny na Wołyniu, poseł na Sejm II kadencji, teolog, pedagog.
W latach 1908-1918 pracował jako nauczyciel gimnazjalny w guberni połtawskiej, od 1918 dyrektor gimnazjum w Łucku. W latach 20 i 30 XX wieku jeden z działaczy na rzecz ukrainizacji cerkwi prawosławnej na Wołyniu, członek komisji nadzorującej przekład ksiąg religijnych na język ukraiński, członek Rady Metropolitalnej. 
Członek Towarzystwa Wykładów Naukowych im. Petra Mohyły oraz jeden z organizatorów łuckiej Proswity. W latach 1935–1938 redaktor magazynu „Cerkwa i Narid”.
Kilkakrotnie więziony przez władze polskie, był osadzony w obozie w Berezie Kartuskiej.
W latach 1942–1943 był sekretarzem Administratury Ukraińskiej Autokefalicznej Cerkwi Prawosławnej, w latach 1945-1948 dyrektorem Kancelarii Najświętszego Synodu UACP, oraz dyrektorem Instytutu Teologicznego UACP.
Od 1948 na emigracji w Kanadzie, profesor Kolegium Św. Andrzeja, i redaktor odnowionego magazynu "Cerkwa i Narid".
Autor wielu opracowań na temat teologii oraz historii cerkwi, m.in. Kanoniczni i istoryczni pidstawy dlia awtokefaliji Ukrainskoj Prawosławnoj Cerkwy (1948) oraz Narys istoriji Ukrainskoj Prawosławnoj Cerkwy t. I i II (1955-1956).